# Portugalscy posłowie do Parlamentu Europejskiego 1999–2004
Portugalscy posłowie V kadencji do Parlamentu Europejskiego zostali wybrani w wyborach przeprowadzonych 13 czerwca 1999.

## Lista posłów
Wybrani z listy Partii Socjalistycznej (PES)
- António Campos
- Carlos Candal
- Maria Carrilho
- Paulo Casaca
- Elisa Maria Damião
- Carlos Lage
- Luís Marinho
- Manuel António dos Santos, poseł do PE od 3 lipca 2001
- Mário Soares
- Sérgio Sousa Pinto
- Helena Torres Marques
- Joaquim Vairinhos

Wybrani z listy Partii Socjaldemokratycznej (EPP-ED)
- Teresa Almeida Garrett
- Regina Bastos, poseł do PE od 1 września 2000
- Raquel Cardoso, poseł do PE od 16 października 2003
- Carlos Coelho
- João Gouveia, poseł do PE od 15 października 2003
- Vasco Graça Moura
- Sérgio Marques
- José Pacheco Pereira
- Joaquim Piscarreta, poseł do PE od 17 kwietnia 2002

Wybrani z listy Unitarnej Koalicji Demokratycznej (EUL/NGL)
- Ilda Figueiredo
- Sérgio Ribeiro, poseł do PE od 3 lutego 2004

Wybrani z listy Centrum Demokratycznego i Społecznego – Partii Ludowej (UEN)
- Luís Queiró
- José Ribeiro e Castro, poseł do PE od 17 listopada 1999

Byli posłowie V kadencji do PE
- Carlos da Costa Neves (PSD), do 8 kwietnia 2002
- Arlindo Cunha (PSD), do 30 września 2003
- Joaquim Miranda (CDU), do 31 stycznia 2004
- Jorge Moreira da Silva (PSD), do 5 października 2003
- Paulo Portas (CDS), do 2 listopada 1999
- Fernando Reis (PSD), do 16 lipca 2000
- António José Seguro (PS), do 2 lipca 2001